# Loropéni
Loropéni – miasto targowe w południowej części Burkina Faso. Leży w prowincji Poni, około 40 km od Gaoua, na obszarze zamieszkiwanym współcześnie przez lud Lobi. W pobliżu znajdują się kamienne ruiny reprezentujące tradycyjne budownictwo dawnych imperiów Ghany i Mali.

## Kamienne ruiny
Kompleks ruin w pobliżu Loropéni obejmuje m.in. pozostałości dawnych fortyfikacji, broniących niegdyś ośrodków wydobycia i obróbki złota, skąd wyruszały karawany na trasy handlu transsaharyjskiego. Przypuszcza się, że zachowane budowle wznoszone były przez lud Kulango lub Loro. Najstarsze ruiny pochodzą sprzed 1000 lat, jednak szczyt potęgi tutejszych miast przypadał na okres między XIV a XVIII wiekiem. Osady w pobliżu Loropéni ostatecznie opuszczono w wieku XIX. Ruiny są wciąż słabo poznane i trwają tu prace archeologiczne.
W 2009 roku kompleks ruin w pobliżu Loropéni został wpisany na listę światowego dziedzictwa UNESCO jako pierwszy tego typu obiekt w Burkinie Faso.